# Автозаводская (станция МЦК)
Автозаво́дская — остановочный пункт Малого кольца Московской железной дороги, обслуживающий маршрут городского электропоезда — Московское центральное кольцо. В рамках транспортной системы Московского центрального кольца обозначается как «станция», хотя фактически не является железнодорожной станцией ввиду отсутствия путевого развития.
Открыт 10 сентября 2016 года вместе с открытием пассажирского движения электропоездов МЦК.
Платформа оборудована турникетами. В пешеходной доступности от платформы находится станция метро «Автозаводская» Замоскворецкой линии.
В ноябре 2018 года строительной компанией «Инград» вынесено предложение в Правительство Москвы о переименовании станции и присвоении имени «Торпедо» в честь футбольного клуба.

## Расположение и пересадки
Расположена между платформами ЗИЛ и Дубровка на станции Кожухово. Находится в Южном административном округе на территории Даниловского района.
От платформы организована пешеходная уличная пересадка (несколько минут пешком) на одноимённую станцию метро Замоскворецкой линии. Пассажиры метрополитена и МЦК могут пересаживаться между линиями с осуществлением билетного контроля, но без дополнительного списывания поездки в течение 90 минут с момента первого прохода, если пассажир сохранил и при пересадке приложил билет, использованный им ранее для входа.
Выход — к 1-му и 2-му Кожуховским проездам, а также ко 2-му Автозаводскому проезду и 5-й Кожуховской улице. Платформа расположена между автомобильными путями Третьего транспортного кольца.

## Фотогалерея
| - Электронное табло с надписями на английском языке - Табличка на станции - Электропоезд у платформы |

## Строительство платформы
По состоянию на июль 2015 года, производился монтаж металлических навесов вдоль платформы, а в марте 2016 года строительно-монтажные работы на станции уже были завершены.
| - Строительство станции в июне 2015 года - Строительство платформы в августе 2016 года. Вид с надземного перехода - Платформа в конце августа 2016 года |

## Пассажиропоток
Из 31 станции МЦК Автозаводская занимает 16-е место по пассажиропотоку. В 2017 году средний пассажиропоток составил 17 тысяч чел. в день и 529 тысяч чел. в месяц. Предполагаемый пассажиропоток в часы пик в 2025 году (расчётный период) составит 7600 человек.

## Наземный общественный транспорт
На этой станции можно пересесть на следующие маршруты городского пассажирского транспорта:
- Автобусы: с835, 944